# 陸彥楨
陸彥楨（1550年—1599年），字以寧，號中陽，初從林姓，名林彥珪，字伯玄。南直隸松江府華亭縣人，明朝政治人物。

## 生平
早慧，年十六即補博士弟子員，卻困於科場約三十年，至萬曆十九年（1591年）中式辛卯科应天府鄉試第十九名舉人，二十三年（1595年）乙未科，方登會試第九十七名，廷試三甲第一百一名進士，都察院觀政，二十四年六月授南京行人司司副，二十六年（1598年）官至南京吏部考功司主事。伯父陆树声九十大寿，他回乡恭贺，途中病发，及至回乡月余，脾病大剧，遂不起，次年卒，年五十，祀乡贤。

## 著作
著有《宫雲草》。

## 家族
曾祖陸蘭，诰赠资政大夫禮部尚書兼翰林院学士。祖陸鵠，诰赠资政大夫禮部尚書兼翰林院学士。父陸樹德，巡抚山东右佥都御史賜祭葬祀乡贤。母薛氏，继母董氏，俱累贈淑人。伯父陸樹聲。堂弟陸彦章，行人司行人。
子陆景朋（万历癸卯举人）、陆景皋（国子生）。